# مورسکا سبتا
مورسکا سبتا (به آلمانی: Olsnitz)  در اسلوونی با جمعیت ۱۱٬۶۷۹ نفر است.